# Balle en caoutchouc

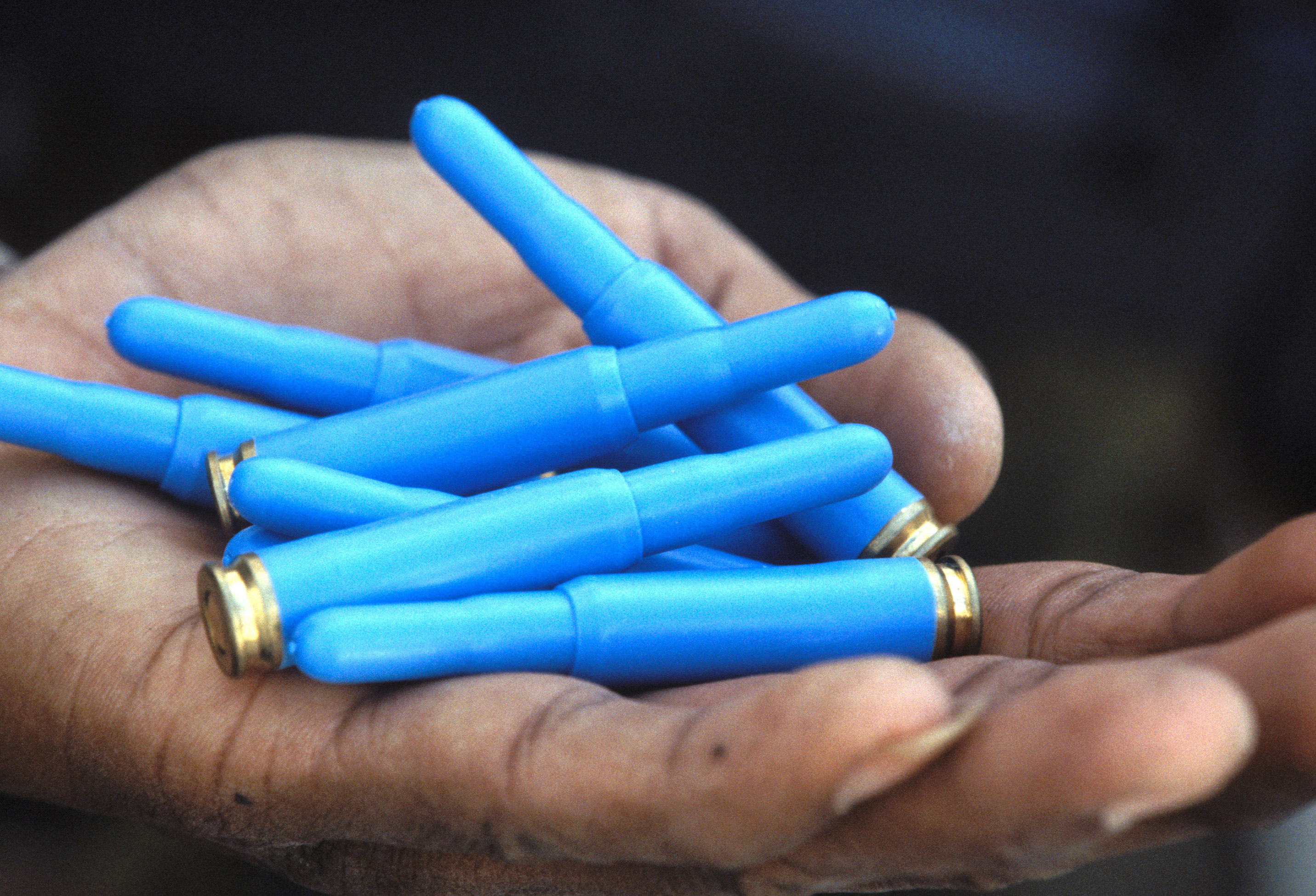
Balles en plastiques des soldats de l'armée népalaise assignés à la protection des membres de l'ONU en Somalie en 1996.

Les balles en caoutchouc sont des projectiles en caoutchouc ou recouverts de caoutchouc utilisés à l'aide d'armes à feu, dont des armes anti-émeutes (lance-grenades ou lanceur de balles de défense en France) comme alternative aux projectiles métalliques. Comme pour d'autres projectiles faits à l'aide de plastique, cire ou bois, elles peuvent être utilisées pour les pratiques de tirs à courte distance et pour le contrôle animalier. Cependant, elles sont principalement associées à l'utilisation qui en est faite comme arme non létale lors des émeutes afin, notamment, de disperser les manifestants,.
De telles munitions sont conçues pour causer de la douleur sans toutefois causer la mort. Elles produisent généralement des contusions, des abrasions et des hématomes. Elles peuvent parfois causer des fractures d'os, des blessures à des organes internes ou la mort,.